# Дубайско леко метро
Дубайското леко метро е открито на 9 септември 2009 г.
То е със 75 км дълга мрежа с 2 линии и 46 станции, сред най-модерните транспортни системи в света и първата градска железопътна линия на Арабския полуостров.
Метрото в Дубай се обслужва от влакове без шофьори (цялата мрежа от 75 км е напълно автоматизирана, което довежда до включването на метрото в Дубай в Книгата на рекордите на Гинес като най-дълго метро в тази категория), метростанциите са климатизирани, отделни вагони и специални автомобили се предлагат за пътници от златен клас, обслужване на жени и деца.